# Aerodinamika
Aêrodinámika je znanstvena veda o obnašanju plinov, ki se je začela razvijati v 19. stoletju. Problemi aerodinamike so računanje raznih lastnosti kot so temperatura, tlak, hitrost in gostota plinov v odvisnosti od kraja in časa.
Razumevanje aerodinamike omogoča predvsem računanje sil in navorov na telesa v toku plinov, predvsem zraka.